# جيمي دودلي
جيمي دودلي (بالإنجليزية: Jimmy Dudley)‏ هو معلق رياضي أمريكي، ولد في 27 سبتمبر 1909 في الإسكندرية في الولايات المتحدة، وتوفي في 12 فبراير 1999.